# Stadion Króla Fahda
Stadion Króla Fahda (arab.: أستاد الملك فهد الدولي) – wielofunkcyjny stadion, położony jest w Arabii Saudyjskiej w mieście Rijad. Używany jest do meczów piłkarskich i zawodów lekkoatletycznych. Na co dzień gra tutaj swoje mecze Al-Hilal i Asz-Szabab Rijad. Al-Nassr grało mecze na tym obiekcie do 2020 roku. Obiekt oddano do użytku w 1987 roku. Stadion może pomieścić 67 000 widzów. Na Mistrzostwach Świata do lat 20 w 1989 roku rozegrany został tutaj mecz finałowy. Obiekt gościł także wszystkie spotkania Pucharu Konfederacji w latach 1992, 1995 i 1997.